# Acracia (periódico)
Acracia fue una publicación mensual anarquista catalana que se editó entre 1886 y 1888.

## Contenido
Su primer número salió al público en enero de 1886. Como subtítulo presentaba la leyenda "Revista Sociológica". Su administrador era Salvador Peris, sucedido por Bienvenido Rius, dirigido por Farga Pellicer, Anselmo Lorenzo y Fernando Tarrida del Mármol. Como objetivo se proponía "ilustrar al socialismo militante", según declaraba en el primer número.
Su línea ideológica era anarquista, preponderantemente de tendencia anarcocolectivista, pero con artículos que reflejaban ideas anarcocomunistas. El periódico difundía en entregas continuadas obras de Tarrida del Mármol, A. Lorenzo, Ricardo Mella, Kropotkin, etc. Entre otros temas, se trataban cuestiones relativas al individuo contra el Estado, el sistema anarquista, el partido obrero, el colectivismo, el comunismo, el capitalismo en la agricultura, epistemología, la situación de la familia burguesa, la miseria social, el proletariado militante, etc. Muy ponderada por su calidad literaria, sus artículos llevaban la firma de Nieva, Lorenzo, Halliday, Canibell, Gomis, Antoni Pellicer, Mella, etc.
Se editaron 30 números, el último de los cuales salió a la calle en junio de 1888. Posteriormente existieron en España otras cabeceras anarquistas del mismo nombre, siendo la más destacada la editada en Lérida entre 1933-1934 y 1936-1937.